# Pietro Kandler
Pietro Paolo Kandler (Trieste, 23 maggio 1804 – Trieste, 18 gennaio 1872) è stato uno storico, archeologo e giurista italiano.

## Biografia
Nato a Trieste da famiglia trapiantatasi da Vienna nel XVII secolo (ma di ascendenza scozzese: il cognome originale era Chandler), era plurilingue, ma preferiva scrivere in italiano.
Formatosi negli atenei di Vienna e di Pavia, dove studiò diritto, egli è stato rappresentato come vertice della cultura triestina del XIX secolo, e la sua opera qualificata da un'impronta illuminista, derivatagli in particolare dall'osservazione delle riforme attuate durante l'occupazione francese di Trieste.
Avvocato del Comune natìo dopo la scomparsa di Domenico Rossetti De Scander, nel cui studio aveva lavorato, Kandler fu nominato nel 1856 conservatore dei monumenti per il Litorale, peraltro l'unico che l'impero asburgico abbia scelto per i territori, poi italiani, delle province di Trieste e Gorizia, e si occupò lungamente della raccolta e pubblicazione di epigrafi e antichità romane presenti nell'area nord-adriatica, con particolare riguardo ai bolli laterizi, che Theodor Mommsen censì nel Corpus Inscriptionum Latinarum.
Tra le sue opere più note si ricordano il Codice diplomatico istriano (1847), in sei volumi, nel quale raccolse gli statuti di varie città istriane tra cui Parenzo, Rovigno, Cittanova, e la Storia del consiglio dei patrizi di Trieste (1858).
Alcuni suoi scritti recano gli pseudonimi di Giusto Traiber e di Giovannina Bandelli.

## Opere online
- Guida al forestiero nella città di Trieste, Trieste, Tip. Lloyd Austriaco, 1845 (IIª ed.)
- Cenni al forestiero che visita Pola, Trieste, Papsch & C., 1845.
- Pel fausto ingresso di Mons. Ill.mo e Rev.mo D. Bartolomeo Legat vescovo di Trieste e Capodistria...nella sua chiesa di Trieste..., Trieste, Papsch & C., 1847.
- Fasti sacri e profani di Trieste e dell'Istria, Trieste, Weis, 1849.
- Notizie storiche di Trieste e guida per la città, Trieste, Coen, 1851.
- Inscrizioni dei tempi romani rinvenuti nell'Istria, Trieste, Tip. Lloyd Austriaco, 1855.
- Indicazioni per riconoscere le cose storiche del Litorale, Trieste, Tip. Lloyd Austriaco, 1855.
- Storia del consiglio dei patrizi di Trieste dall'anno 1382 all'anno 1809, Trieste, Tip. Lloyd Austriaco, 1858.